# Movimiento para la Reforma Europea
El Movimiento para la Reforma Europea era una alianza europea de partidos políticos nacionales fundada el 13 de julio de 2006 por el Partido Conservador británico y el Partido Democrático Cívico de la República Checa.
Actualmente, los eurodiputados pertenecientes a estos partidos forman parte, en su mayoría, del Grupo de los Conservadores y Reformistas Europeos en el Parlamento Europeo.